# Izúcar de Matamoros
Izúcar de Matamoros är en kommunhuvudort i Mexiko.   Den ligger i kommunen Izúcar de Matamoros och delstaten Puebla, i den sydöstra delen av landet, 120 km sydost om huvudstaden Mexico City. Izúcar de Matamoros ligger 1 287 meter över havet och antalet invånare är 42 936.
Terrängen runt Izúcar de Matamoros är kuperad åt nordost, men åt sydväst är den platt. Runt Izúcar de Matamoros är det ganska tätbefolkat, med 65 invånare per kvadratkilometer. Izúcar de Matamoros är det största samhället i trakten. Omgivningarna runt Izúcar de Matamoros är en mosaik av jordbruksmark och naturlig växtlighet.